# Саженев, Геннадий Иванович
Геннадий Иванович Саженев (13 июня 1921 — 15 сентября 2010, Москва) — советский дипломат, чрезвычайный и полномочный посол.

## Биография
Геннадий Саженев родился 13 июня 1921 года в селе Усть-Мосиха Ребрихинской волости, в рабочей семье. Окончил Мытищинскую среднюю школу и военное авиационно-техническое училище.
Участник Великой Отечественной войны и обороны Москвы. Окончил Московский юридический институт (1950) и Высшую дипломатическую школу МИД СССР (1960). По окончании юридического института был направлен на работу на должность прокурора отдела по надзору за рассмотрением в судах уголовных дел Прокуратуры СССР.
- В 1960—1963 годах — сотрудник посольства СССР на Кубе.
- В 1963—1968 годах — на ответственной работе в центральном аппарате МИД СССР.
- В 1968—1971 годах — советник посольства СССР в Колумбии.
- В 1972—1975 годах — на ответственной работе в центральном аппарате МИД СССР.
- В 1975—1979 годах — советник-посланник посольства СССР в Аргентине.
- В 1979—1982 годах — на ответственной работе в центральном аппарате МИД СССР.
- С 17 сентября 1982 по 7 июня 1984 года — чрезвычайный и полномочный посол СССР в Гренаде.
- В 1984—1986 годах — на ответственной работе в центральном аппарате МИД СССР.
- С октября 1989 по 1996 год — прокурор отдела по реабилитации жертв политических репрессий Прокуратуры РСФСР, затем Генеральной прокуратуры России.

## Награды и звания
Награждён орденами Отечественной войны II степени (1985), «Знака почёта», многочисленными медалями, в том числе «За боевые заслуги» (1945), «За оборону Москвы» (1945). 
Являлся Почётным работником Министерства иностранных дел Российской Федерации.